# 雨田明
雨田明（筆名），香港作家。2018年憑犯罪推理小說《蝶殺的連鎖》榮獲第二屆天行小說賞。

## 經歷
於香港土生土長。大學畢業後，先後當過遊戲編劇和影視編劇，亦有以其他筆名於網上發表二創小說。
2017年，與團隊「ThunderRush」製作視覺小說《Free-lancer》，擔任編導與編劇，並親自為主題曲《飛翔》填詞。作品獲得第一屆「我自由我導」視覺小說創作比賽佳作賞。
2018年，以犯罪推理小說《蝶殺的連鎖》參加第二屆天行小說賞，獲得優勝。作品同年出版實體書。
現正修習戶山流居合道。

## 出版作品

### 天行者出版社
2018年：《蝶殺的連鎖》ISBN 9789887826613